# Tellure (musée)
Pour les articles homonymes, voir Tellure (homonymie).
Le musée Tellure, également connu sous le nom de Parc Minier Tellure, est un site touristique et culturel situé dans la commune de Sainte-Marie-aux-Mines, dans le département du Haut-Rhin, en région Grand Est, en France. Ce musée est consacré à l'histoire et à la découverte de l'exploitation minière dans le massif des Vosges, une activité économique majeure du XVIe au XVIIIe siècle.

## Histoire
Le musée Tellure a été inauguré au printemps 2009 pour mettre en valeur le patrimoine minier de la région de Sainte-Marie-aux-Mines. Cette région a connu une intense activité minière dès le XVIe siècle, principalement pour l'extraction de l'argent,. Le musée vise à préserver et à faire découvrir cette histoire aux visiteurs.

## Description
Le musée Tellure offre une exposition riche en informations sur l'histoire de l'exploitation minière dans les Vosges. Il présente des outils, des équipements et des documents historiques relatifs à l'activité minière. Le site permet également aux visiteurs d'explorer une véritable mine d'argent, le Val d'Argent, avec des galeries souterraines accessibles au public.
Il est également possible de pratiquer la via ferrata souterraine.

## Valorisation du patrimoine
Le musée propose des visites guidées des galeries souterraines de la mine, offrant une expérience immersive dans le quotidien des mineurs. Les guides expliquent les techniques d'extraction utilisées à différentes époques et partagent des anecdotes sur la vie des mineurs.
Le musée organise régulièrement des expositions temporaires sur divers aspects de l'exploitation minière et de l'histoire locale. Des événements et des animations thématiques sont proposés tout au long de l'année.